# Bernardia tamanduana
Bernardia tamanduana är en törelväxtart som först beskrevs av Henri Ernest Baillon, och fick sitt nu gällande namn av Johannes Müller Argoviensis. Bernardia tamanduana ingår i släktet Bernardia och familjen törelväxter. Inga underarter finns listade i Catalogue of Life.